# El hombre leopardo
El hombre leopardo es una película de terror estadounidense de 1943 dirigida por Jacques Tourneur y protagonizada por Dennis O'Keefe, Jean Brooks y Margo. Basado en el libro Black Alibi de Cornell Woolrich, relata una serie de violentos asesinatos en una pequeña población, que coinciden con el escape de un leopardo de un club nocturno. Es una de las primeras películas de la historia en presentar la figura de un asesino en serie.

## Sinopsis
En una pequeña población de Nuevo México, Jerry Manning contrata un leopardo negro para exhibirlo en su club nocturno como una atracción y como un regalo para su novia. Una noche el animal logra escapar del club, y paralelamente empiezan a acontecer una serie de violentos crímenes.

## Reparto
- Dennis O'Keefe es Jerry Manning
- Margo es Gabriella
- Jean Brooks es Kiki Walker
- Isabel Jewell es Maria
- Marguerite Sylva es Marta
- Margaret Landry es Terésa Delgado
- Abner Biberman es Charlie
- James Bell es el Dr. Galbraith
- Tuulikki Paananen es Consuela Contreras
- Fely Franquelli es Rosita Contreras
- Ariel Heath es Elois